# Dvorec (Borovany)
Dvorec je vesnice, část města Borovany v okrese České Budějovice v Jihočeském kraji. Nachází se asi 2,4 kilometru jihovýchodně od Borovan. Vesnicí prochází silnice II/157. Dvorec leží v katastrálním území Dvorec u Třebče. Poblíž Dvorce se nachází malá zoologická zahrada (ZOO Dvorec, dříve Park exotických zvířat), ve které jsou k vidění hlavně velké kočky.

## Historie
První písemná zmínka o vesnici pochází z roku 1385.

## Přírodní poměry
Podél severovýchodní hranice protéká řeka Stropnice a zasahuje sem část národní přírodní rezervace Brouskův mlýn.  V katastrálním území je evropsky významná lokalita Stropnice (kód CZ0313123).

## Obyvatelstvo
| Rok            | 1869 | 1880 | 1890 | 1900 | 1910 | 1921 | 1930 | 1950 | 1961 | 1970 | 1980 | 1991 | 2001 | 2011 | 2021 |
| -------------- | ---- | ---- | ---- | ---- | ---- | ---- | ---- | ---- | ---- | ---- | ---- | ---- | ---- | ---- | ---- |
| Počet obyvatel | 191  | 196  | 208  | 231  | 178  | 180  | 202  | 143  | 121  | 110  | 73   | 62   | 65   | 79   | 102  |
| Počet domů     | 30   | 30   | 31   | 32   | 35   | 35   | 38   | 37   | 37   | 36   | 28   | 34   | 42   | 42   | 45   |

## Obecní správa
Při sčítání lidu v letech 1850–1912 Dvorec byl osadou obce Hluboká u Borovan v okrese Budějovice. V letech 1913–1960 byl samostatnou obcí, se kterým patřil nejprve do okresu České Budějovice, ale v roce 1950 v okrese Trhové Sviny. Od 12. června 1960 do 30. června 1975 byl částí obce Třebeč v okrese České Budějovice. Od 1. července 1975 je částí města Borovany v okrese České Budějovice.

## Pamětihodnosti
- Usedlost čp. 6
- Sýpka